# Grandmaster Flash and the Furious Five
A Grandmaster Flash and the Furious Five egy amerikai hiphop együttes volt New Yorkból. Az együttest 1976-ban alapították. Legnagyobb sikert hozó albumuk az 1982-ben megjelent The Message, amely szerepel az 1001 lemez, amit hallanod kell, mielőtt meghalsz című könyvben.

## Diszkográfia
- The Message (1982)
- On the Strength (1988)

## Fordítás
- Ez a szócikk részben vagy egészben  a   Grandmaster Flash and the Furious Five című angol Wikipédia-szócikk fordításán alapul.  Az eredeti cikk szerkesztőit annak laptörténete sorolja fel. Ez a jelzés csupán a megfogalmazás eredetét és a szerzői jogokat jelzi, nem szolgál a cikkben szereplő információk forrásmegjelöléseként.